# Paris La Défense Arena
La Paris La Défense Arena è un’arena polivalente situata a Nanterre, sede degli incontri interni della squadra di rugby Racing 92.

## Storia
L'apertura era in prima istanza attesa per il 2014 ma la struttura fu inaugurata solamente nell'ottobre del 2017.
Inizialmente l'impianto prendeva il nome di U Arena, quest'ultimo fu cambiato in quello attuale nella primavera del 2018.
Tra il 27 luglio e l'11 agosto 2024 l'impianto ha ospitato le gare di nuoto e la fase finale dei tornei di pallanuoto dei Giochi della XXXIII Olimpiade, mentre tra il 29 agosto e il 07 settembre è stata la sede delle gare di nuoto dei XVII Giochi paralimpici estivi.
Dal 2025 ospiterà l'ultimo torneo Master 1000 dell'ATP, il Rolex Paris Masters.
Il primo maggio 2025 è stato annunciato che l'arena ospiterà la finale della seconda edizione del mondiale per club di KingsLeague, il 14 Giugno dello stesso anno.